# Marialith
Marialith ist ein selten vorkommendes Mineral aus der Mineralklasse der „Silikate und Germanate“. Es kristallisiert im tetragonalen Kristallsystem mit der Zusammensetzung Na4[Cl|Al3Si9O24], ist also chemisch gesehen ein Natrium-Gerüstalumosilikat mit Chlor als zusätzlichem Anion.
Marialith entwickelt meist prismatische Kristalle mit flachen, pyramidalen Enden mit glasglänzenden Oberflächen, aber auch säulige oder körnige bis massige Mineral-Aggregate. In reiner Form ist das Mineral farblos und durchsichtig. Durch vielfache Lichtbrechung aufgrund von Gitterbaufehlern oder multikristalliner Ausbildung kann es allerdings auch weiß erscheinen und durch Fremdbeimengungen eine graue, rosa bis violette, blaue, gelbe, braune oder orangebraune Farbe annehmen. Seine Strichfarbe ist allerdings immer Weiß.

## Besondere Eigenschaften
Unter UV-Licht zeigen manche Marialithe eine orange bis hellgelbe oder rote Fluoreszenz.

## Etymologie und Geschichte
Erstmals entdeckt wurde Marialith bei Pianura in den Phlegräischen Feldern in der italienischen Provinz Neapel.
Ursprünglich war der Name Marialith von Ryllo für einen weißen Berzellin von Albano vergeben worden. Gerhard vom Rath konnte jedoch 1866 nachweisen, dass Berzelin mit dem bereits bekannten Haüyn identisch war. Berzelin als eigenständiges Mineral musste also gestrichen werden und entsprechend verlor auch die Varietätsbezeichnung Marialith ihre Bedeutung.
Vom Rath schlug den freigewordenen Namen Marialith als Bezeichnung für ein bei Pianura neu entdecktes Mineral vor, das er selbst aufgrund seiner Ähnlichkeit zum Mizzonit vorläufig als Mizzonit von Pianura bezeichnete.

## Klassifikation
In der veralteten 8. Auflage der Mineralsystematik nach Strunz gehörte der Marialith zur Mineralklasse der „Silikate“ und dort zur Abteilung „Gerüstsilikate (Tektosilikate)“, wo er gemeinsam mit Mejonit sowie im Anhang mit Kenyait, Magadiit, Sarkolith und Ussingit in der „Skapolith-Reihe“ mit der Systemnummer VIII/F.09 steht.
In der zuletzt 2018 überarbeiteten Lapis-Systematik nach Stefan Weiß, die formal auf der alten Systematik von Karl Hugo Strunz in der 8. Auflage basiert, erhielt das Mineral die System- und Mineralnummer VIII/J.13-010. Dies entspricht der Klasse der „Silikate“ und dort der Abteilung „Gerüstsilikate“, wo Marialith zusammen mit Kalborsit, Mejonit, Sarkolith und Silvialith die „Skapolithreihe“ mit der Systemnummer VIII/J.13 bildet.
Die von der International Mineralogical Association (IMA) zuletzt 2009 aktualisierte 9. Auflage der Strunz’schen Mineralsystematik ordnet den Marialith in die Klasse der „Silikate und Germanate“ und dort in die Abteilung „Gerüstsilikate (Tektosilikate) ohne zeolithisches H2O“ ein. Hier ist das Mineral in der Unterabteilung „Gerüstsilikate (Tektosilikate) mit zusätzlichen Anionen“ zu finden, wo es zusammen mit Mejonit und Silvialith die „Skapolithgruppe“ mit der Systemnummer 9.FB.15 bildet.
In der vorwiegend im englischen Sprachraum gebräuchlichen Systematik der Minerale nach Dana hat Marialith die System- und Mineralnummer 76.03.01.01. Das entspricht der Klasse der „Silikate“ und dort der Abteilung „Gerüstsilikate: Al-Si-Gitter“. Hier findet er sich innerhalb der Unterabteilung „Gerüstsilikate: Al-Si-Gitter mit anderen Be/Al/Si-Gittern“ in der „Skapolithgruppe“, in der auch Skapolithgruppe, Mejonit und Silvialith eingeordnet sind.

## Bildung und Fundorte
Marialith bildet sich in durch Regionalmetamorphose umgeformten Gesteinen wie Marmor, kalkhaltigen Gneisen, Granuliten und Grünschiefer. Ebenso ist er in einigen Skarnen und Pegmatiten sowie in pneumatolytisch oder hydrothermal umgewandelten Eruptivgesteinen zu finden. Begleitminerale sind unter anderem verschiedene Plagioklase, Granate, Pyroxene, Amphibole, Apatite sowie Titanit und Zirkon.
Als seltene Mineralbildung konnte Marialith bisher (Stand: 2011) nur an wenigen Fundorten nachgewiesen werden. Als bekannt gelten rund 95 Fundorte. Neben seiner Typlokalität Pianura trat das Mineral noch bei Soccavo in den Phlegräischen Feldern, bei Ercolano und Sant’Anastasia nahe dem Monte Somma, auf Procida und bei Lavorate (Salerno) in Kampanien; bei Val di Fà im Valcamonica in der Lombardei und in der „Cape Arco Mine“ bei Porto Azzurro auf Elba auf.
In Österreich fand man das Mineral bei einem Spodumen-Versuchsabbau am Brandrücken in Kärnten (siehe auch Bergbau in Kärnten).
Weitere Fundorte liegen unter anderem in Australien, Brasilien, Chile, China, Frankreich, Japan, Kanada, Nepal, Norwegen, Russland, Schweden, Spanien, Südafrika, Tansania, Tschechien, im Vereinigten Königreich (Großbritannien) und den Vereinigten Staaten (USA).

## Kristallstruktur
Marialith kristallisiert tetragonal in der Raumgruppe I4/m (Raumgruppen-Nr. 87) mit den Gitterparametern a = 12,05 Å und c = 7,57 Å sowie 2 Formeleinheiten pro Elementarzelle.